# Euagrus troglodyta
Euagrus troglodyta is een spinnensoort in de taxonomische indeling van de Dipluridae.
Het dier behoort tot het geslacht Euagrus. De wetenschappelijke naam van de soort werd voor het eerst geldig gepubliceerd in 1982 door Willis J. Gertsch.